# Sentō

Kiyonaga Torii (1752-1815), Łaźnia dla kobiet

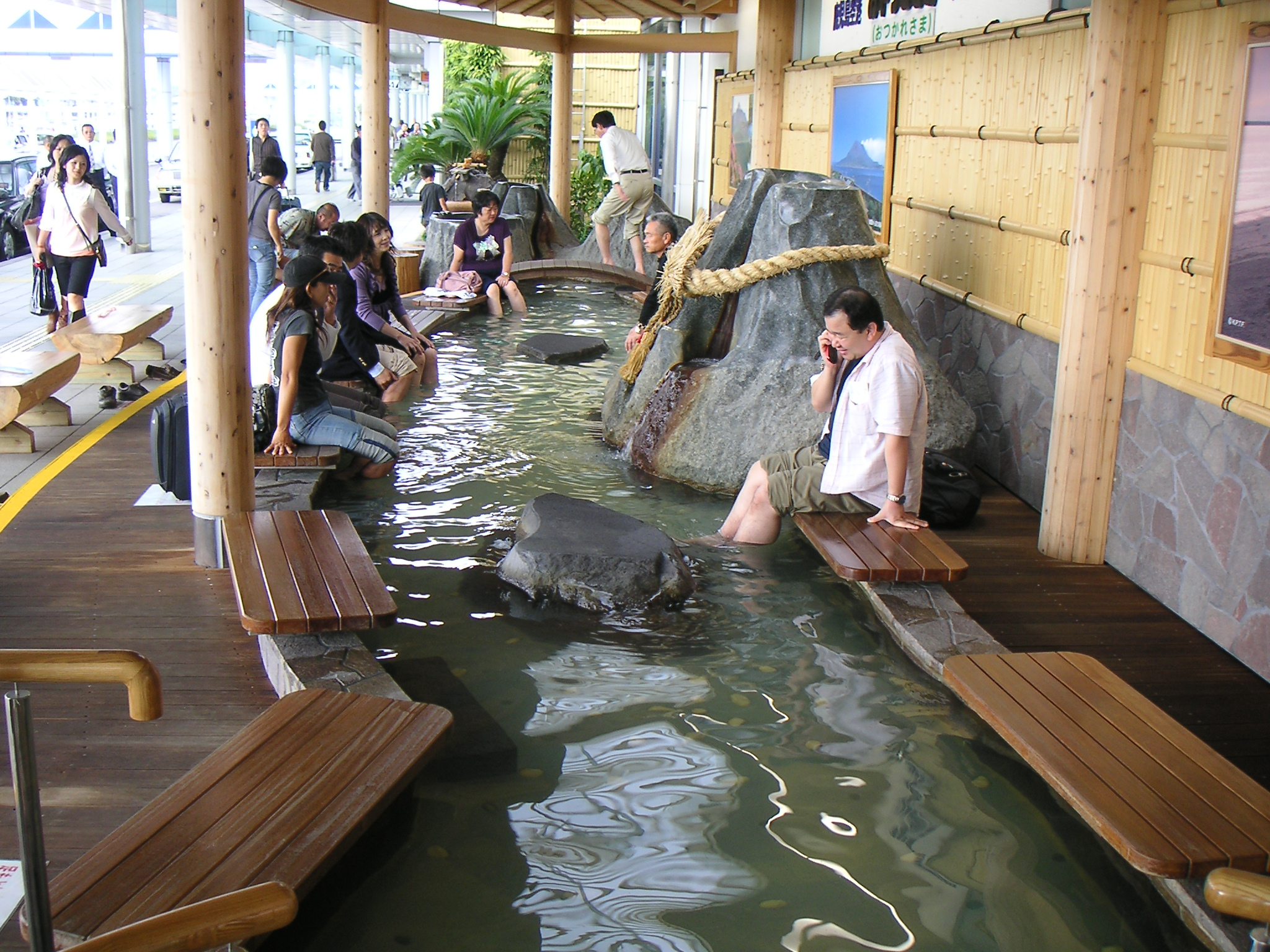
Ashi-yu, małe tradycyjne baseny gorącej wody, przeważnie w miejscach publicznych, służące do moczenia stóp

Sentō (jap. 銭湯) – płatna łaźnia publiczna w Japonii.

## Opis
W nie tak odległej przeszłości nie każdy miał dostęp do kąpieli w domu, zwłaszcza w miastach, ponieważ podgrzewanie wody było kosztowne, a także stwarzało potencjalne zagrożenie pożarowe. Po prostu bardziej sensowne było posiadanie przez wioskę głównej łaźni, a ponieważ populacja miejska szybko rosła po wojnie, stały się one jeszcze bardziej potrzebne. Służą podwójnemu celowi: kąpieli i spotkaniom towarzyskim z członkami lokalnej społeczności.
Liczba łaźni w Japonii spadła do około 2800 w 2012 roku. Są one oznaczone znakiem ゆ (yu, gorąca woda, kąpiel, źródło). Istnieją małe sentō w starszym stylu, które mają długą historię i służyły wielu pokoleniom, ale są też nowsze „super sento” (スーパー銭湯 sūpā sentō), które przypominają Disneyland kąpieli i relaksu. 
W lokalnym sentō wejście dla mężczyzn i kobiet oddzielone jest ladą recepcyjną, gdzie personel pobiera opłatę. Koszt to zwykle kilkaset jenów, ale może się różnić w zależności od udogodnień w środku.

## Historia
Najwcześniejsze wzmianki pochodzą sprzed setek lat. W najstarszym japońskim zbiorze opowiadań Konjaku monogatari („Opowieści o rzeczach dawnych”) pisanych od końca XI do XII wieku występuje  słowo sentō, co wskazuje, że w Kioto łaźnie istniały już w okresie Heian (794–1185). Natomiast pojawienie się w dokumentach z okresu Kamakura (1185–1333) słowa yusen, oznaczającego opłatę za korzystanie z łaźni, sugeruje, że już wtedy istniały łaźnie publiczne.
Od najdawniejszych czasów duże świątynie buddyjskie budowały na swoich terenach budowle, w których miejscowa ludność mogła bezpłatnie korzystać z łaźni parowych. Celem tych łaźni była zarówno czystość, jak i szerzenie buddyzmu.
Sentō przeżywały rozkwit w okresie Edo (1603–1868) jako obiekty używane na co dzień przez zwykłych ludzi. Według dokumentu z tamtych czasów, pierwsza publiczna łaźnia w Edo (dawna nazwa Tokio) została zbudowana w 1591 roku przez niejakiego Yōichi Ise. Znajdowała się przy moście w pobliżu obecnej siedziby Banku Japonii w centrum Tokio. Dziesięć lat później już w każdej części miasta znajdowały się łaźnie. Zapisy pokazują, że do 1810 roku w mieście było 523 sentō.
Łaźnie z okresu Edo można podzielić ze względu na to, czy pozwalały na kąpiele mieszane (oszczędność kosztów ponoszonych przez właścicieli), czy też miały oddzielne strefy dla mężczyzn i kobiet. Region Kansai w zachodniej Japonii szczycił się wieloma mieszanymi łaźniami. W Edo było ich mniej, ale były popularne. Jedną z innowacji było wprowadzenie do łaźni yuna – kobiet, które „pomagały” kąpiącym się w myciu. W miastach nazywano je shōfu. Siogunat nie pochwalał tego zagrożenia dla moralności publicznej i wydał zakaz kąpieli mieszanych i ograniczenie liczby yuna. Jednak orzeczenia te zostały w dużej mierze zignorowane w Edo.
Początkowo istniały dwa główne rodzaje sentō: furoya opierała się na łaźniach parowych, a yuya – na dużej, wspólnej wannie. Z biegiem czasu wspólna wanna stała się standardem, chociaż myląco jest obecnie powszechnie znana jako furoya.
W okresie Edo wspólne wanny były na ogół umieszczane w ciemnych, prawie pozbawionych okien pokojach z niskimi wejściami, aby zapobiec ucieczce pary. Początek okresu Meiji (1868–1912) zmienił to wszystko. Zachodnia krytyka doprowadziła rząd Meiji do zakazania kąpieli mieszanych i nakazania, aby sentō miały bardziej otwartą strukturę. W 1877 roku w tokijskiej dzielnicy  Kanda otwarto łaźnię w nowym stylu, zwaną kairyō-buro, z odpowietrznikiem parowym w wysokim suficie oraz połączoną łazienką i przebieralnią. Kąpiący się nie musieli już chować się przed wejściem po rozebraniu. Ta podstawowa struktura pozostaje do dziś, chociaż przez lata dodano takie elementy, jak kafelki i krany. Według materiałów opracowanych przez stowarzyszenie łaźni szczyt ich popularności przypadł w 1968 roku, kiedy w całym kraju było ich 18 325.
Obecnie liczba sentō spadła do ok. 4 tysięcy. Jednym z głównych czynników jest stałe zwiększanie liczby domów wyposażonych w wanny. Jednak coraz większą popularnością cieszą się ulepszone wersje łaźni, znane jako „super sentō”. Jedną z kluczowych różnic między zwykłym sentō a ich super konkurentami jest to, że ci pierwsi mają maksymalną opłatę za użytkowanie, określoną w lokalnych rozporządzeniach. Super sentō może ustalać własne opłaty i odpowiednio oferować klientom więcej, w tym takie funkcje, jak miejsca do jedzenia i parkingi. Rodziny mogą komfortowo spędzić w tych obiektach kilka godzin.
W tej sytuacji właściciele łaźni ulepszają swoje łaźnie, aby stawić czoła konkurencji. Odrestaurowane łaźnie są często określane jako „designer sentō” charakteryzują się mieszanką tradycji i innowacji. Wiele z nich dodało również kąpiele zewnętrzne (roten-buro) i sauny.

## Sansuke
Na ilustracji Kiyonagi pt. Łaźnia dla kobiet w lewym, górnym rogu widoczne jest małe, kwadratowe okienko, przez które zagląda sansuke (jest kilka wersji pochodzenia tego słowa), mężczyzna obsługujący łaźnię. Niegdyś słowo to oznaczało „trzy pomoce” (jako pracę w łaźni): palacza, kontrolera temperatury wody, recepcjonisty-kasjera i porządkującego obuwie pozostawione przy wejściu. Sporadycznie ich obowiązkiem było mycie lub szczotkowanie pleców klientów obu płci. To sansuke zastąpili dziewczęta yuna i po pewnym czasie, podobnie rozszerzyli swoje usługi.

## Galeria

Dōgo-onsen Honkan, Matsuyama, prefektura Ehime, główny budynek łaźni, wzniesiony w 1894 r. był modelem łaźni bogów w animowanym filmie Hayao Miyazakiego pt.: Spirited Away: W krainie bogów
Nowoczesna superłaźnia (sūpā sentō)
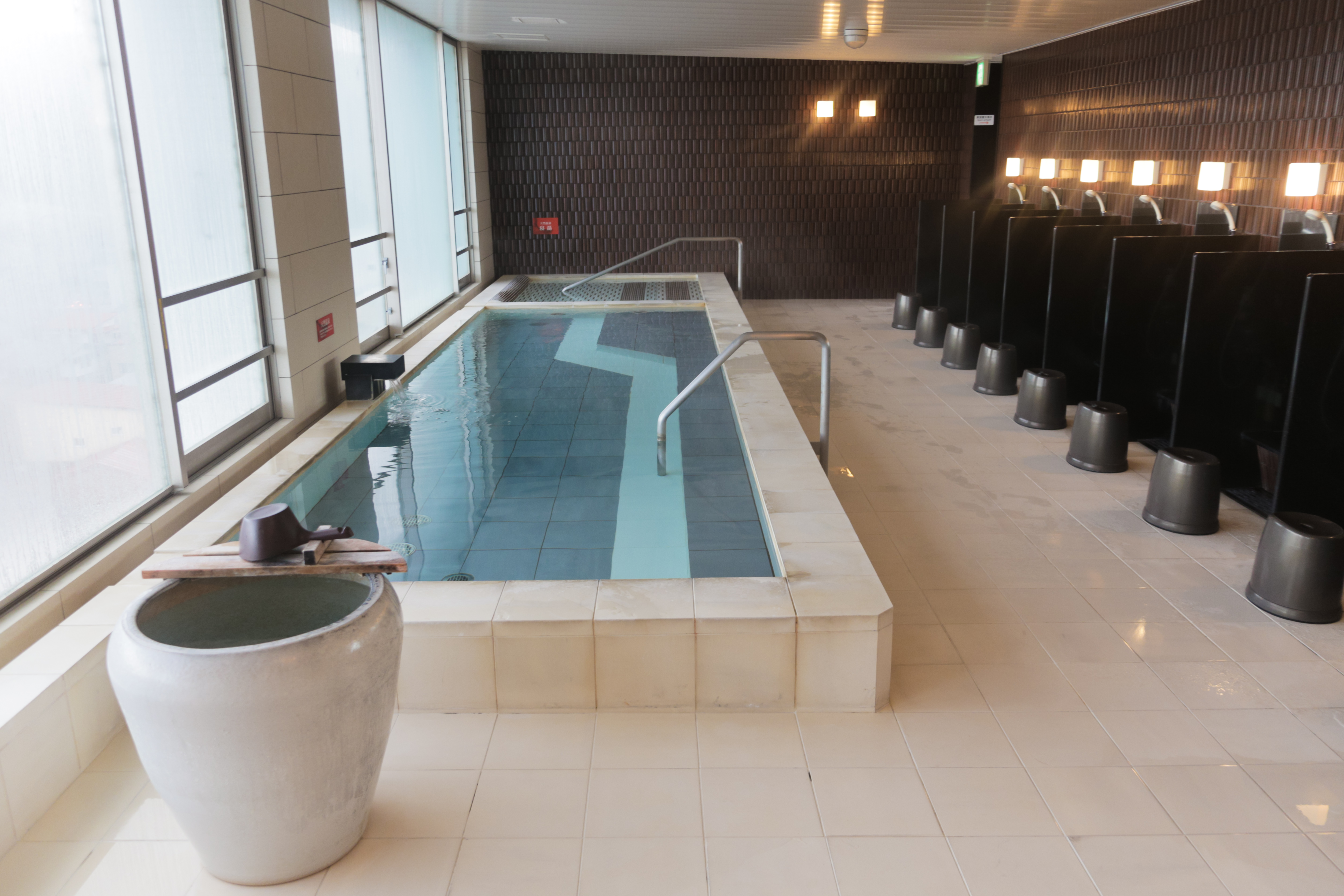
Łaźnia nowoczesna, Takayama, prefektura Gifu
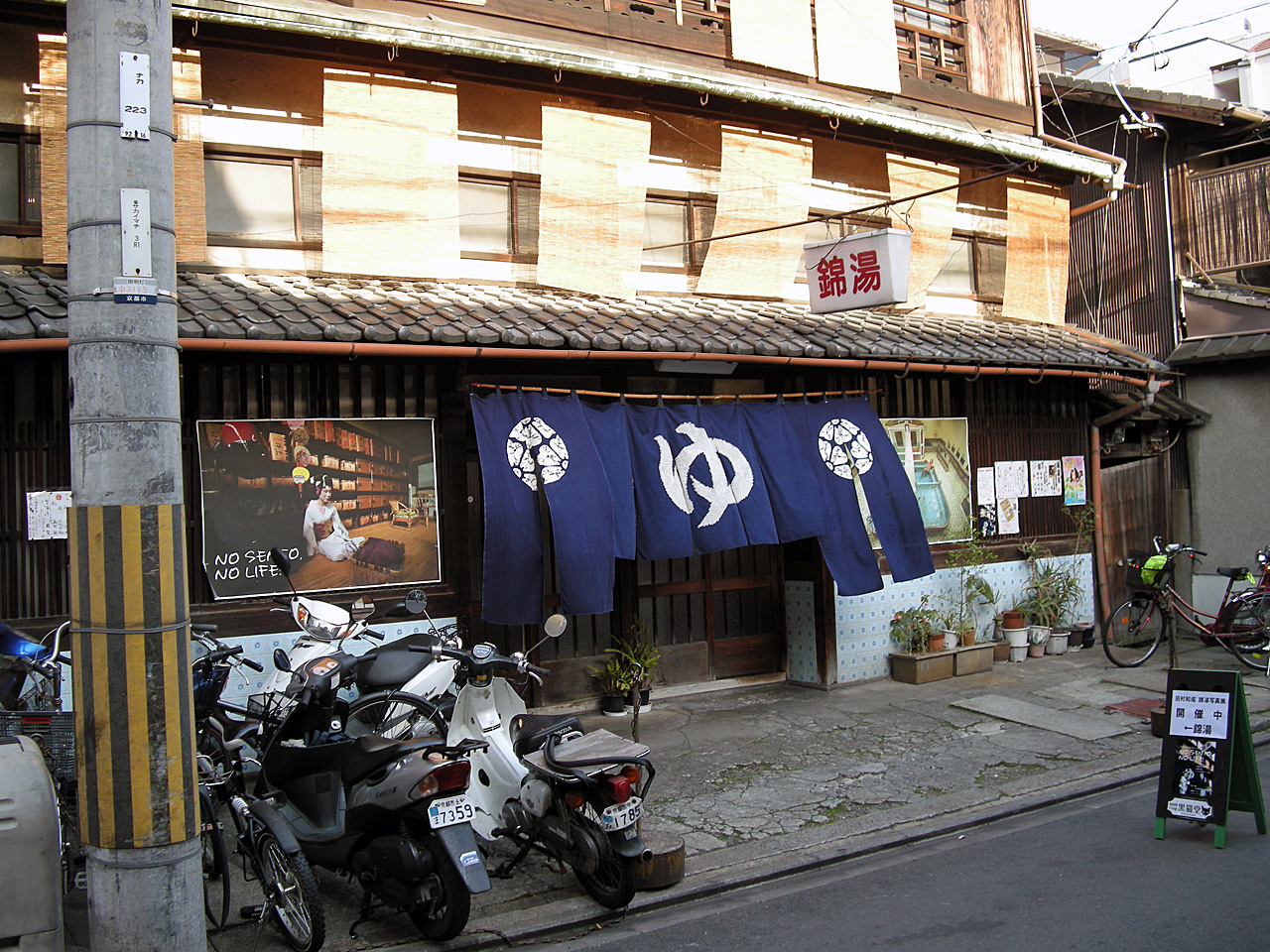
Wejście do sentō w Kioto
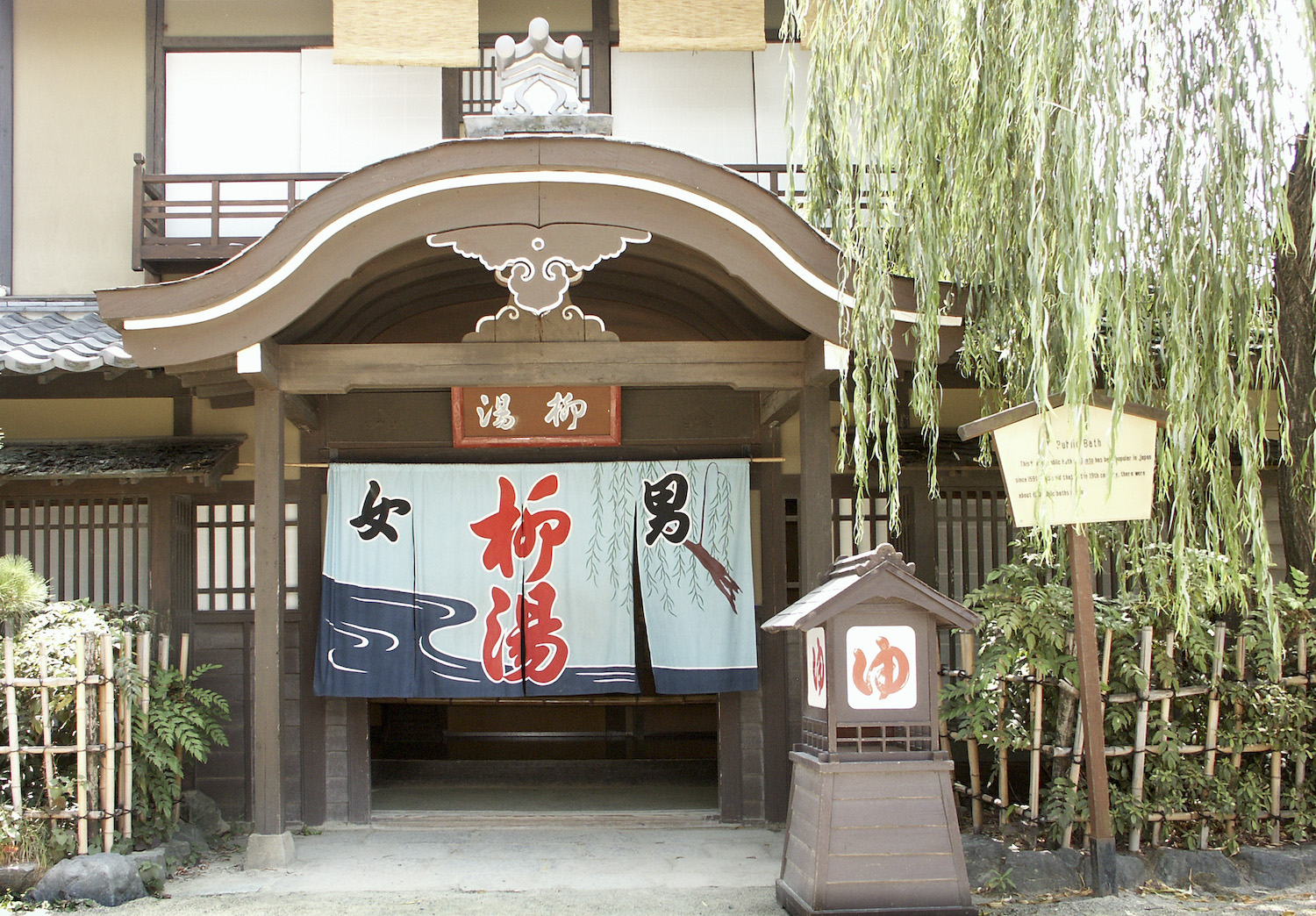
Łaźnia w Kioto wykorzystywana w dramatach kostiumowych jidai-geki
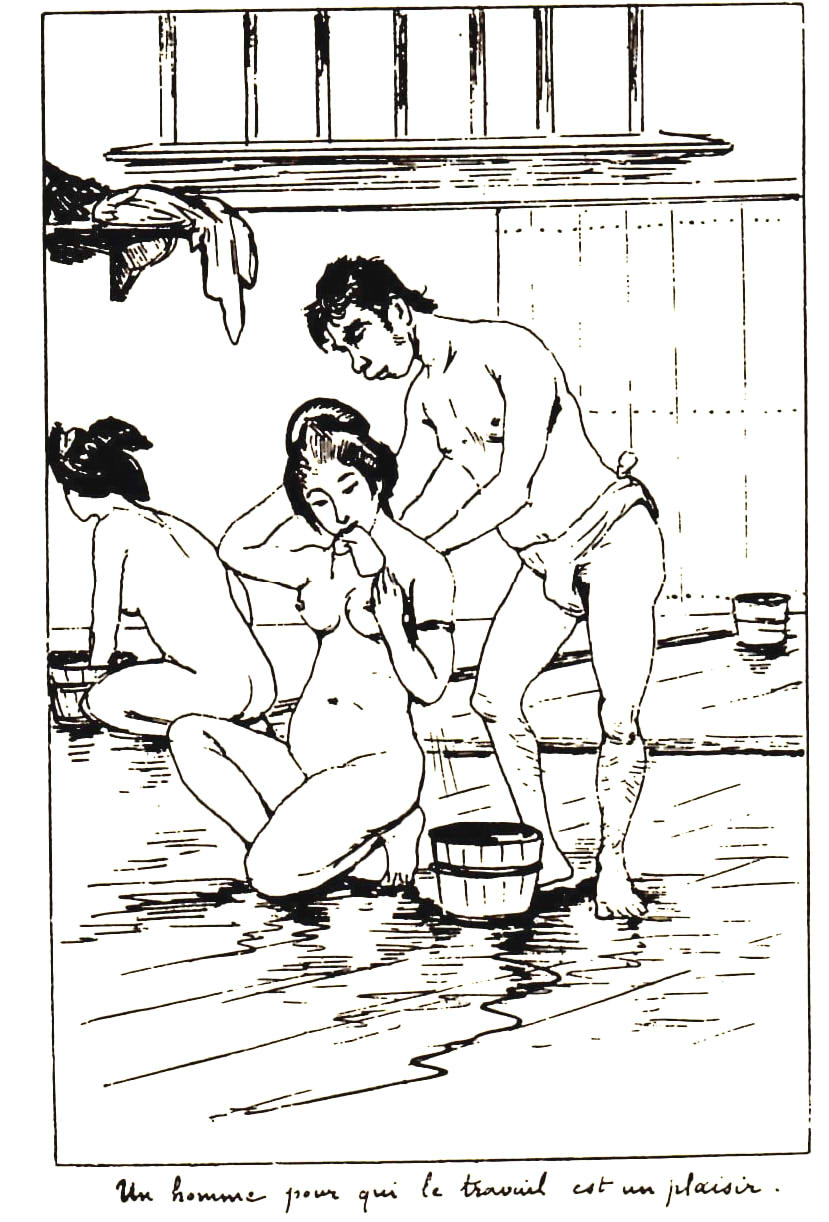
Georges Bigot (1860-1927), Sansuke (1887)